# Sikkerhedskultur
Sikkerhedskultur er den del af kulturen på en arbejdsplads, der drejer sig om arbejdsmiljø. Det handler både om de fysiske, psykiske og holdningsmæssige sider af arbejdsmiljøarbejdet. 
En god sikkerhedskultur handler blandt andet om at medarbejderne rapporterer om farlige situationer, er aktive ved møder om arbejdsmiljø og i sikkerhedsgruppen, nægter at udføre farligt arbejde (hvilket de har ret til), beder om at få oplyst, hvilke risici et specielt job indeholder og kommer med forslag til sikkerhedsforanstaltninger. 